# Argalastí
Argalastí är en kommunhuvudort i Grekland.   Den ligger i prefekturen Nomós Magnisías och regionen Thessalien, i den centrala delen av landet, 150 km norr om huvudstaden Aten. Argalastí ligger 206 meter över havet och antalet invånare är 1 285.
Terrängen runt Argalastí är lite kuperad. Havet är nära Argalastí åt sydväst. Runt Argalastí är det glesbefolkat, med 15 invånare per kvadratkilometer. Närmaste större samhälle är Káto Lekhónia, 18,7 km nordväst om Argalastí. I omgivningarna runt Argalastí växer i huvudsak blandskog.